# Molecular & Cellular Proteomics
Molecular & Cellular Proteomics - ежемесячный рецензируемый научный журнал, созданный в 2002 году и издаваемый Американским обществом биохимии и молекулярной биологии . Он охватывает исследования структурных и функциональных свойств белков, особенно в отношении развития.

## Область применения и история
Журнал также публикует другие материалы, такие как «Взгляды HUPO», которые представляют собой отчеты Организации протеома человека (HUPO), материалы совещаний HUPO, и материалы Международного симпозиума по масс-спектрометрии в Науки о жизни.
По состоянию на январь 2010 года журнал публикуется только онлайн и более не доступен для печати. Главный редактор - А. Л. Берлингем. Все статьи доступны бесплатно через 1 год после публикации.

## Индексация
MCP индексируется в Medline, PubMed, Index Medicus, индексе научного цитирования, текущем содержании - биологических науках, Scopus, BIOSIS Previews, Web of Knowledge и службе химической аннотации .

## Внешние ссылки
- mcponline.org — официальный сайт Molecular & Cellular Proteomics